# Молодіжний хор «Світич»

Молодіжний хор «Світич»

Молодіжний хор «Світич» (Youth choir «Svitych» of the Nizhyn Gogol State University) — хор Ніжинського державного університету імені Миколи Гоголя, створений у 1993 році. Художні керівники та диригенти хору — Шумська Людмила Юріївна та Костенко Людмила Василівна. Концертмейстер — Брюзгіна Галина Георгіївна.

## Про хор

Візитною карткою Ніжинського державного університету імені Миколи Гоголя називають самобутній творчий колектив — Молодіжний хор «Світич». Створений у 1993 році як аматорський осередок, хор стрімко влився в музичне буття Ніжина наполегливо опановуючи мистецьке середовище Чернігівщини, України, а згодом і Західної Європи. У нинішній час у складі співаків хору — студенти музичного, філологічного, фізико-математичного, соціально-гуманітарного факультетів, молоді вчителі міста Ніжина.

## Назва
Слово «Світич» трактується як велика свічка, смолоскип, свічник, світило, а також у переносному значенні як джерело істини, правди, волі, освіти тощо. Тому хор Ніжинського університету і має символічну назву — «Світич», у якій закладена творча програма колективу — носія ідеї національного мистецького просвітництва. З перших днів існування діяльність хору спрямована на втілення благородної мети — формування духовності та національної самосвідомості молоді в незалежній Українській державі. Стабільна кропітка праця, систематична концертна практика, пошук нових вокально-сценічних технологій, широка репертуарна палітра надали можливості за невеликий проміжок часу вивести новостворений колектив на професійний рівень.

## Диригенти
- Шумська Людмила Юріївна. Освіта: диригентсько-хоровий відділ Черкаського музичного училища ім. С. Гулака-Артемовського, диригентський факультет Національної музичної академії України ім. П. І. Чайковського, аспірантура Інституту фольклору та етнографії АН України. Заслужений діяч мистецтв України, професор, завідувач кафедри вокально-хорової майстерності НДУ ім. М. Гоголя.
- Костенко Людмила Василівна. Освіта: музично-педагогічний факультет Ніжинського державного педагогічного інституту ім. М.В.Гоголя, диригентський факультет Львівської музичної академії, аспірантура Національного педагогічного університету ім. М.Драгоманова. Заслужений діяч мистецтв України, професор кафедри вокально-хорової майстерності НДУ ім. М.Гоголя.

## Репертуар
Формування репертуарної стратегії та становленні художньо-виконавської концепції хору проходило у трьох напрямках:
- українські церковні піснеспіви (М. Березовський, А. Ведель, М. Вербицький, А. Гнатишин, М. Дилецький, М. Лисенко, М. Леонтович, К. Стеценко);
- обробки народних пісень та хорові твори українських композиторів (Г. Гаврилець, Л. Дичко, В. Зубицький, Б. Лятошинський, Л. Ревуцький, Є. Станкович, В. Степурко, В. Стеценко, Б. Фільц, М. Шух);
- шедеври світової класики (Я. Аркадельт, Ж. Бізе, Р. Вагнер, Дж. Верді, Дж. Гершвін, О. Лассо, П. Масканьї, Дж. Россіні, Р. Твардовський, С. Франк, П. Чайковський).

## Хорові конкурси
- Третій Всеукраїнський хоровий конкурс ім. М. Леонтовича (Київ, 1997) — Лауреат, переможець категорії камерних хорів;
- Міжнародний хоровий конкурс духовної музики «Магутни Божа» в м. Могильові (Білорусь, 1995 р) — Лауреат другої премії;
- XVII Міжнародний конкурс Музики Церковної в м. Гайнівка (Польща, 1998 р.) — Лауреат другої премії;
- І Міжнародний хоровий конкурс «Голоси над Гардою» в категорії камерних хорів (Італія, 1998 р.) — Золотий Диплом;
- І Міжнародний хоровий конкурс ім. Й. Брамса в категорії камерних хорів (Німеччина, 1999 р.) — Золотий Диплом;
- І Всесвітня хорова Олімпіада «Лінц — 2000» (Австрія) — Золота медаль в категорії камерних хорів;
- II Міжнародний хоровий конкурс ім. Й. Брамса в категорії «Сценічний фольклор» (Німеччина, 2001 р.) — Золотий диплом та спеціальний приз «За артистичну майстерність»;
- XXI Міжнародний хоровий фестиваль — конкурс у місті Ніш у категорії молодіжних хорів (Сербія, 2006 р.) — Кубок — Гран-прі фестивалю та спеціальним диплом ім. М. Вельковича «За найкраще виконання композицій вітчизняних авторів»;
- V Міжнародний хоровий конкурс ім. Й. Брамса в категорії «Молодіжні хори» (Німеччина, 2007 р.) — Золотий диплом та спеціальний диплом «Переможець категорії»;
- Другий Всеукраїнський фестиваль-конкурс хорового мистецтва, присвячений 20-річчю незалежності України (Київ, 2011 р.) — Диплом лауреата Першого ступеня та Спеціальний кубок;
- 17-й Міжнародний хоровий конкурс духовної музики в м. Превеза (Греція, 2011 р.) — Володар Золотої медалі та Першої премії;
- Третій Всеукраїнський фестиваль-конкурс хорового мистецтва, присвячений ювілею Героя України А. Авдієвського (Київ, травень 2013 р.). Перша премія, Диплом І ступеня та звання Лауреата, медаль К. Пігрова;
- 20-й Міжнародний фестиваль хорового співу у Провансі (Франція, 2014) — Диплом Лауреата в категорії Молодіжних академічних хорів;
- VIII Всеукраїнський хоровий фестиваль-конкурс «Вишгородська Покрова» (2016) — Гран-Прі та Перша премія;[1]
- 23-й Міжнародний хоровий конкурс в місті Превеза, Греція (2017) — Золота медаль в категорії «Довільна програма» та Спеціальний приз «За найкраще виконання православної музики»;
- VIII Міжнародний конкурс «PREMIER» (м. Київ, 3 березня 2018) — «Гран-прі» в номінації «Академічний вокал»;
- VII Міжнародний фестиваль-конкурс учнівської та студентської молоді «Зіркафест. Моя Україна» (м. Київ, 28 жовтня 2018) — «Гран-прі» в номінації «Академічний вокал. Хоровий театр»;
- 5-й Міжнародний конкурс мистецтв «Caspi Art» (Туреччина, 2019)  — «Гран-прі» в номінації "Хорові колективи»;
- 42-й Міжнародний конкурс-фестиваль «Бидгощські музичні імпрези» (Польща, 2019) — Спеціальна нагорода Маршала Куявсько-Поморського Воєводства з грошовою премією та Спеціальна нагорода «За краще виконання твору польського композитора» з грошовою премією, а також Почесний кубок фестивалю;
- VII Міжнародний полікультурний фестиваль-конкурс «Переяславський дивограй» (Переяслав-Хмельницький, 2020) — лауреат І премії  в номінації «Хорове виконавство»;
- Міжнародний фестиваль-конкурс«Wawelskie Skarby» (Краків, Польща, 2020) —  «Гран-прі» в категорії «Академічний вокал»;
- V Міжнародний конкурс мистецтв «CA ART WORLD» (Туреччина, 2020) —  «Гран-прі» в номінації «Академічний хор» (диригент конкурсної програми – Л. Шумська);
- Міжнародний онлайн конкурс «Soul» (Київ, 2020) — «Гран-прі» в категорії «Академічний вокал»;
- І Міжнародний інтернет-конкурс мистецтв «ODESSA SUMMER FEST 2020» — лауреат І премії в категорії В, «Молодіжні хори» (диригент конкурсної програми – Л. Шумська);
- І Міжнародний інтернет-конкурс мистецтв «ODESSA SUMMER FEST 2020» — лауреат І премії в категорії F, «Сучасна музика» (диригент конкурсної програми – Л. Шумська);
- Всеукраїнський двотуровий конкурс «Жовтневий мир-фест» (м. Дніпро, Україна, 2021) — двічі володар «Гран-прі» в номінації «Хоровий спів» (диригент конкурсної програми – Л. Шумська);
- Міжнародний фестиваль-конкурс «Best-star 2021» ( м. Київ, 2021) —  лауреат I премії в номінації «Академічний вокал» (диригент конкурсної програми – Л. Шумська);
- Канадсько-український двотуровий онлайн-конкурс дитячої та юнацької творчості «Toronto 2021» (2021) — лауреат I премії в номінації «Вокал» (диригент конкурсної програми – Л. Шумська);
- 27 Міжнародний онлайн-конкурс «Golden Time Talent» (Велика Британія, 2021) — лауреат I премії в номінації «Хори» (диригент конкурсної програми – Л. Шумська);
- І Міжнародний музичний конкурс «KAMMERTON» (Туреччина — Румунія, 2021 ) — «Гран-прі» в номінації «Академічний хор» (диригент конкурсної програми – Л. Шумська);
- 5-й Міжнродний конкурс «Graziozo» (Туреччина, 2022): «GRAN-PRIX» в номінації «Академічні хори» (диригент конкурсної програми – Л. Шумська);
- Міжнародний конкурс мистецтв «UKRAINE-GEORGIA WITHOUT RESTRICTIONS» (м. Батумі, Грузія, 2022): «GRAN-PRIX» в номінації «Хорове мистецтво» (диригент конкурсної програми – Л. Шумська);
- VI Міжнародний вокально-хоровий конкурс «Campane di cristallo» (Одеса, 2022): «GRAN-PRIX» в номінації «Молодіжні хори» (диригент конкурсної програми – Л. Шумська);
- Міжнародний музичний конкурс «New York Starlights» (США, 2022): «GRAN-PRIX»  в номінації «Академічний спів. Хор» (диригент конкурсної програми – Л. Шумська);
- Міжнародний фестиваль-конкурс творчих досягнень «KYIV GRAND FEST» До Дня Незалежності України (Київ, 2022): «GRAN-PRIX» в номінації «Академічні хори»;
- VIII Міжнародний фестиваль-конкурс «Sofia Grand Prix 2022»: «GRAN-PRIX» в номінації «Вокальний жанр. Академічний хор» (диригент конкурсної програми – Л. Шумська);
- Міжнародний мультижанровий фестиваль-конкурс «Bright future»  (Ріміні, Італія, 2022):  «GRAN-PRIX» в номінації «Хоровий спів»;
- VIII Відкритий Міжнародний  багатожанровий двотуровий  конкурс учнівського та студентського музичного мистецтва  «Чорноморські вітрила» (Одеса, 2022): «GRAN-PRIX» в номінації «Вокал. Академічний спів. Хори» (диригент конкурсної програми – Л. Шумська);
- VIII Міжнародний конкурс «Sofia Gran Prix» (Болгарія, 2022): «Gran-prix» в номінації «Хори» (диригент конкурсної програми – Л. Шумська);
- ХІ Всеукраїнський учнівський та студентський конкурс музичного мистецтва «Київський колорит» (Київ, 2022): лауреат І ступеню в номінації «Вокал. Академічний спів, хори» (диригент конкурсної програми – Л. Шумська);
- I Міжнародний конкурс мистецтв "Stars of Arts" (Німеччина-Туреччина, 2023): "GRAN-PRIX" в номінації "Академічні хори" (диригент конкурсної програми - Л. Шумська).

## Міжнародні та всеукраїнські фестивалі
- IV Європейський молодіжний музичний фестиваль (м. Будапешт, м. Егер, Угорщина, 1995);
- «Максим Березовський та музична культура XVIII століття» — Міжнародний фестиваль до 250-річчя з дня народження композитора (Будинок вчених, м. Київ, 1995);
- Міжнародний фестиваль з нагоди 1100-річчя заснування Угорської держави (м. Егер, Угорщина, 1996);
- «Золотоверхий Київ» (1998);
- Перший Всеукраїнський конкурс хорових диригентів (Київ, 1998);
- VI Міжнародний фестиваль університетських хорів «UNIVERSITAS CANTAT» (Познань, Польща, 2003);
- Міжнародний фольклорний фестиваль «Євразія — 2005», (Стамбул, Туреччина);
- Міжнародний молодіжний музичний фестиваль «Дружба — 2007» (Синьківка);
- «Тиждень українського співу» — фестиваль української діаспори у Мінську (Білорусь, 2008);
- 48-й Міжнародний фестиваль духовної музики «VIRGO LAURETANA» (Італія, 2008 р.);
- Хорова асамблея «VIVAT, ACADEMIA» (Київ, 2008);
- XV Міжнародний хоровий фестиваль «NANSY VOIX DU MONDE» (Франція, 2009);
- Всеукраїнські юніорські конкурси вокальної, диригентської та інструментально-виконавської майстерності (Ніжин, 2002 — 2009);
- 50-й Міжнародний фестиваль духовної музики «VIRGO LAURETANA» (Італія, Лорето, 2010 р.);
- «НІЖИН-ХОР-ФЕСТ» (2008, 2011 роки);
- «НІЖИН-МУЗ-ФЕСТ» (2009—2016 роки);
- Різдвяний фестиваль «Христос рождається — славимо Його!» (Ніжин, 2012 р.);
- 52-й Міжнародний фестиваль духовної музики «VIRGO LAURETANA» (Італія, Лорето — Рим, 2012 р.);
- 5-й Міжнародний хоровий фестиваль в Авейроні (Франція, 2013 р.);
- XII Міжнародний фестиваль університетських хорів «UNIVERSITAS CANTAT» (Познань, Польща, 2015);
- XVI Міжнародний фестиваль «CORI D'EUROPA» (Руда-Удіне-Градо, Італія, 2016 р.);
- 56-й Міжнародний фестиваль духовної музики «VIRGO LAURETANA» (Італія, Лорето, 2016 р.);
- IX Міжнародна Пасхальна Асамблея «Духовність єднає Україну» (Київ, НМАУ ім. П. І. Чайковського, травень, 2017 р.);
- 35-й Міжнародний хоровий фестиваль в місті Превеза, Греція (2017 р.);
- Х Міжнародна Пасхальна асамблея (Київ, НМАУ ім. П. І. Чайковського, травень, 2018 р.);
- 5-й Міжнародний хоровий фестиваль у місті Каліш, Польща (2018 р.);
- 19-й Міжнародний фестиваль хорового співу «NANCY VOIX DU MONDE» (місто Нансі, Франція, 2018 р.).

## Додатково
Колектив здійснив понад 80 записів у фонд Національної радіокомпанії України, випустив ліцензійні компакт-диски.
"Молодіжний хор «Світич» є незмінним учасником університетських, міських та регіональних заходів, урядових концертів, звітів Чернігвщини у Києві, брав участь у традиційних зустрічах Чернігівського земляцтва, Всеукраїнських та міжнародних науково-практичних конференціях. Хор неодноразово виступав на провідних сценах Києва: Національний палац мистецтв «Україна», Національна опера України, Національна філармонія України, Національна музична академія України ім. П. І. Чайковського, Український Дім, Будинок вчених АН України, Будинок вчителя, Будинок актора тощо.